# افرا (مجموعه تلویزیونی)
افرا یک مجموعه تلویزیونی ایرانی به کارگردانی بهرنگ توفیقی و تهیه‌کنندگی محمدکامبیز دارابی و مجید مولایی و نویسندگی فرزاد فرزانه است. پخش این مجموعه از ۵ شهریور ۱۴۰۰ در ۳۸ قسمت از شبکه یک سیما و شبکه تماشا آغاز شد.

## خلاصهٔ داستان
مسعود (روزبه حصاری) محیط‌بانی است که از زندگی با همسرش مهتاب (مینا وحید) ناراضی به نظر می‌رسد. او که با اصرار پدرش، حاج محمود (مهدی سلطانی)، با دخترعمویش ازدواج کرده همواره با او در ستیز است و به همین دلیل تصمیم به جدایی دارد.
در شرایطی که به نظر می‌رسد مسعود و مهتاب [که پزشک است] می‌توانند در کشاکش میان مشکلات زندگی به تفاهم برسند، اتفاقی رخ می‌دهد که زندگی آن‌ها را بیشتر از قبل تحت تأثیر قرار می‌دهد. مسعود در جریان انجام وظیفه در دل طبیعت به شکارچی‌های غیرقانونی شلیک می‌کند و همین تیراندازی باعث آسیب‌دیدن یکی از شکارچی‌ها می‌شود. این شکارچی و مسعود برای عمل جراحی به بیمارستانی منتقل می‌شوند که مهتاب در آن کار می‌کند و همین اتفاق باعث شکل‌گیری قطاری از مشکلات بزرگ برای خانواده فروزش است.

## بازیگران
- مهدی سلطانی سروستانی  (حاج محمود فروزش)
- روزبه حصاری (مسعود فروزش)
- پژمان بازغی (وحید قلی‌پور)
- مینا وحید (مهتاب فروزش)
- سارا باقری (مائده فروزش)
- محمد صادقی (پیمان قلی‌پور)
- هامون سیدی (عقیل قلی‌پور)
- نسرین بابایی (پروین)
- فریبا متخصص (اعظم)
- اسماعیل محرابی (سیروس قلی‌پور)
- پیام دهکردی (افراسیاب مامانی)
- علیرضا آرا (دکتر مجد)
- داریوش سلیمی (رسولی)
- مهرداد بخشی (علیرضا)
- آریا دلفانی (مهران)
- فهیمه مومنی (صبا)
- بهمن صادق حسنی (رحیمی)

## جوایز و نامزدها
| ۱۴۰۰ | بیست و یکمین دوره جشن حافظ |                                  |                                |          |
| ۱۴۰۰ | بیست و یکمین دوره جشن حافظ | بهترین مجموعه تلویزیونی          | کامبیز دارابی، مجید مولایی     | نامزدشده |
| ۱۴۰۰ | بیست و یکمین دوره جشن حافظ | بهترین فیلمنامه تلویزیونی        | امیرحسین نجف پور، فرزاد فرزانه | نامزدشده |
| ۱۴۰۰ | بیست و یکمین دوره جشن حافظ | بهترین بازیگر مرد درام تلویزیونی | روزبه حصاری                    | نامزدشده |